# Porcelain Manufactures Moga
Porcelain Manufactures Moga, din Cluj-Napoca, este prima companie privată, producătoare de porțelan din România.
Compania a fost înființată în anul 1990 de fostul director al fabricii de porțelanuri clujene Iris, Mircea Moga.
În 1994, Mircea Moga și-a extins afacerile și a achiziționat societatea Artfil Sighișoara, producătoare de porțelan fosfatic (bone-china). Cele două companii au fuzionat în anul 2011 sub același brand, Moga. Porcelain Manufactures Moga a efectuat exporturi de porțelan de cel mai înalt nivel calitativ în țări precum SUA, Japonia, Germania, Austria, Marea Britanie, Italia.
Cifra de afaceri în 2004: 4,5 milioane euro